# Oxycoleus flavipes
Oxycoleus flavipes là một loài bọ cánh cứng trong họ Cerambycidae.